# NGC 5685
NGC 5685 este o galaxie eliptică situată în constelația Boarul. A fost descoperită în 11 mai 1883 de către Édouard Stephan⁠(d).